# Taiwan heute
Taiwan heute (德文台灣今日評論) war eine taiwanesische Zweimonatszeitschrift, die zunächst unter den Titeln „Freies China“ und „Taipeh heute“ und zuletzt vom Außenministerium der Republik China (Taiwan) in deutscher Sprache herausgegeben wurde. Die Zeitschrift verfolgte das Ziel, deutschsprachige Leser über aktuelle Meldungen so wie mit Fotos und Reportagen aus Taiwan mit den Schwerpunkten Politik, Wirtschaft, Gesellschaft und Kultur zu informieren. Die Zeitschrift wurde im September 2014 im Zuge von Umstrukturierungen und Modernisierungen eingestellt. Nachfolgepublikation ist die Nachrichtenwebsite T@iwan heute.

## Geschichte
Taiwan heute wurde ab September 1988 vom Regierungsinformationsamt (Government Information Office, GIO), einer Behörde im Exekutiv-Yuan (= Regierungskabinett oder Ministerrat) der Republik China in Taipeh (Taiwan), herausgegeben und wendete sich an Leser im deutschsprachigen Raum. Von September 1988 bis Februar 2000 führte die Zeitschrift den Titel „Freies China“, um den Gegensatz zum diktatorischen Regime der chinesischen Kommunisten in der Volksrepublik China auf dem Festland hervorzuheben. Zwischen März 2000 und Dezember 2002 hieß die Zeitschrift „Taipeh heute“. Seit der Auflösung des GIO am 20. Mai 2012 fungierte das Außenministerium der Republik China als Herausgeber des Magazins. Im September 2014 wurde Taiwan heute als Printmedium eingestellt und durch die Nachrichtenwebsite T@iwan heute abgelöst.

## Inhalt
Im Mittelpunkt der 65 Seiten von Taiwan heute standen Themen wie die sozio-ökonomische Entwicklung Taiwan, außerdem wurden die Demokratisierung, gesellschaftliche Fragen, Kultur, Kunst und viele andere mit sorgfältig recherchierten Artikeln beleuchtet. Als einzige Zeitschrift dieser Art mit Schwerpunkt Taiwan war Taiwan heute eine zuverlässige Informationsquelle für Akademiker des Bereichs Ostasienwissenschaften und sonstige Interessierte, insbesondere im Hinblick auf den offiziellen Regierungsstandpunkt der Republik China und das Leben der Menschen im heutigen Taiwan.

## Versionen in anderen Sprachen
Taiwan heute und T@iwan heute  waren bzw. sind die deutschsprachige Version der englischsprachigen Monatszeitschrift Taiwan Review, die erstmals im April 1951 unter dem Namen „Free China Review“ erschien. Abgesehen von Taiwan heute gibt es noch die folgenden Tochterzeitschriften in anderen Fremdsprachen: Taiwan Hoy (zweimonatlich in spanischer Sprache, seit September 1982), Taiwan aujourd’hui (monatlich in französischer Sprache, seit Januar 1984) sowie die Taiwanskaja Panorama (zweimonatlich in russischer Sprache, seit Mai 1994). Herausgeber der genannten Zeitschriften ist das Außenministerium der Republik China in Taipeh (Taiwan).